# (138537) 2000 OK67
(138537) 2000 OK67 est un objet transneptunien de la famille des cubewanos.

## Caractéristiques
2000 OK67 mesure environ 160 km de diamètre.

## Orbite
L'orbite de 2000 OK67 possède un demi-grand axe de 46,806 ua et une période orbitale d'environ 320 ans. Son périhélie l'amène à 40,026 ua du Soleil et son aphélie l'en éloigne de 53,585 ua. Il s'agit d'un cubewano.

## Découverte
2000 OK67 a été découvert le 29 juillet 2000.